# سليمان المهري
سليمان بن أحمد بن سليمان المهري (توفي 961هـ/1554) بحارٌ فلكيٌّ لقب بمعلم البحر، ينتسب إلى مهرة بن حيدان من بني قضاعة، كان من سكان جزيرة سقطرى اليمنية في بحر الهند، ويعد من تلاميذ ابن ماجد، وأحد مشاهير علم الملاحة العربي.
له تآليف في علوم البحر وأنوائه، وأحوال النجوم والرياح، ووصف الطرق البحرية بين بلاد العرب، والهند، وجاوة، والصين منها خمس رسائل نشرها المستشرق الفرنسي جبريال فران مع رسائل لابن ماجد هي:
- قلادة الشموس واستخراج قواعد الأسوس
- تحفة الفحول في تمهيد الأصول
- المنهاج الفاخر في علم البحر الزاخر
- شرح تحفة الفحول في تمهيد الأصول
- العمدة المهرية في ضبط العلوم البحرية